# Style néogothique

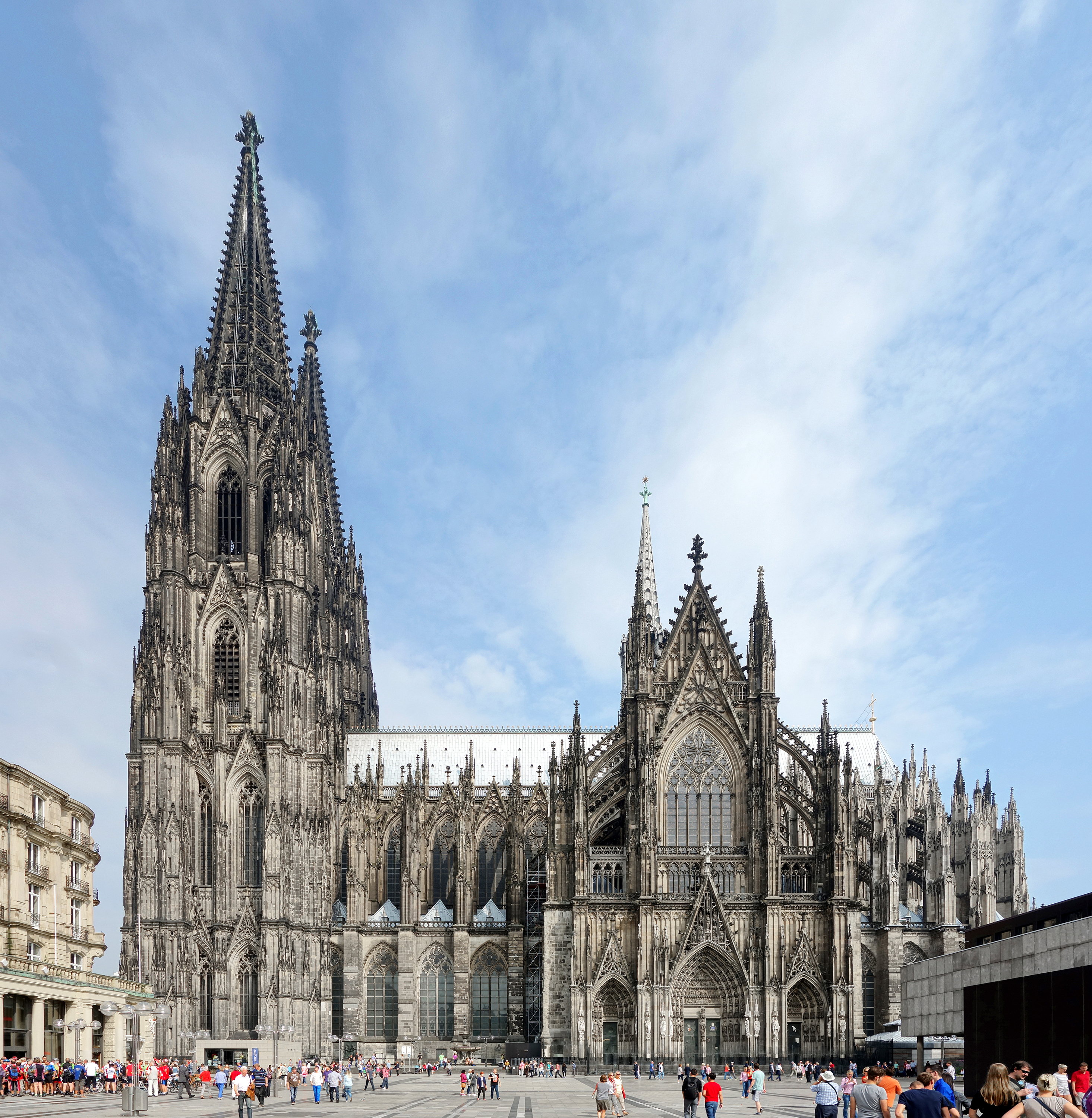
La cathédrale de Cologne vue du sud, de style gothique et néogothique.

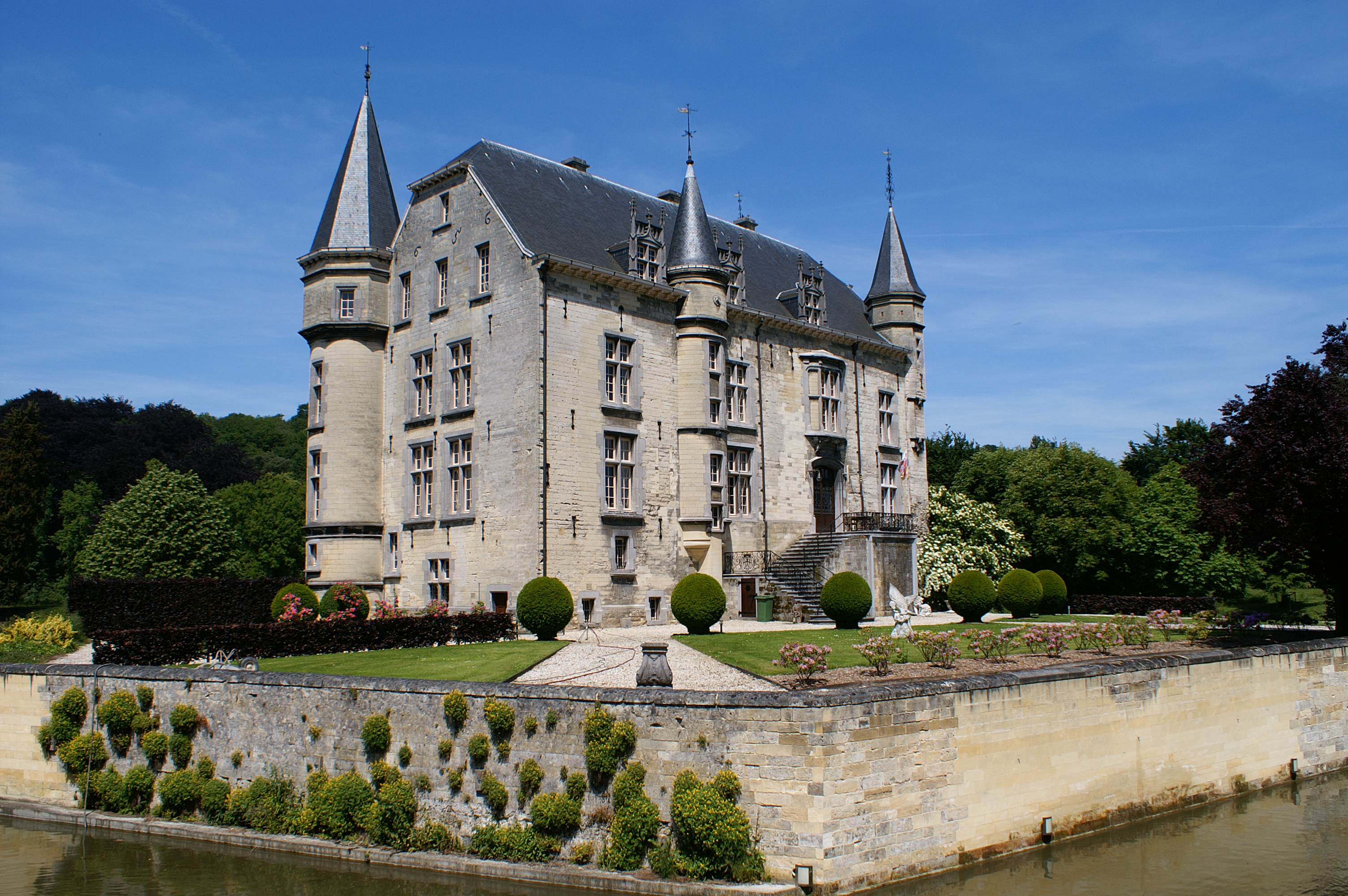
Le château de Schaloen dans le sud-est des Pays-Bas, de style néogothique.

Le style néogothique est un style architectural né au milieu du XVIIIe siècle en Angleterre. Au XIXe siècle, des styles néogothiques visent à faire revivre des formes médiévales qui contrastent avec les styles classiques dominants de l'époque. Le mouvement néogothique (appelé aussi « Renaissance gothique », sur le modèle anglais du Gothic Revival architecture) a eu une influence importante en Europe et en Amérique du Nord et il y a peut-être eu davantage d'architecture gothique construite aux XIXe et XXe siècles qu'à la fin du Moyen Âge et au début de la Renaissance grâce à l'influence de ce style architectural.
Trois phases sont distinguables : le néogothique de Christopher Wren en Angleterre, appliqué aux universités comme Oxford, la deuxième phase en Grande-Bretagne est concomitante au développement du roman gothique en littérature, puis la maturité dans les années 1840 grâce aux progrès de la science historique.

## Histoire

### Survivance et renouveau
La construction d'édifices caractéristiques de l'architecture gothique ne disparaît pas complètement au XVIe siècle. Elle perdure dans des projets, alors en cours de réalisation, de cathédrales et d'églises, en France avec les cathédrales de Tours et d'Orléans au XVIIe siècle, dans des régions rurales isolées d'Angleterre, d'Espagne et d'Allemagne. À Bologne, en 1646, l'architecte baroque Carlo Rainaldi construit des voûtes gothiques (achevées en 1658) pour la basilique San Petronio qui est en construction depuis 1390 ; le contexte gothique de la structure prime le mode architectural de l'époque. De manière similaire, l'architecture gothique survit dans un contexte urbain à la fin du XVIIe siècle, comme le montrent Oxford et Cambridge, où quelques extensions et réparations de bâtiments gothiques sont apparemment considérées comme « gardant davantage le style des structures originales » que le baroque d'alors. La Tom Tower de Christopher Wren pour la cathédrale Christ Church d'Oxford, ainsi que, plus tard, les tours occidentales de l'abbaye de Westminster par Nicholas Hawksmoor, effacent les frontières entre ce qui est appelé la « survivance gothique » et le renouveau gothique.
Au milieu du XVIIIe siècle, avec la montée du romantisme, certains amateurs éclairés, comme Horace Walpole ou William Thomas Beckford, contribuent fortement à l'émergence d'un engouement pour le Moyen Âge et les arts médiévaux, de l'architecture religieuse aux monuments mortuaires, en passant par l'art du vitrail et l'enluminure des derniers manuscrits médiévaux. D'autres arts gothiques continuent toutefois à être considérés comme barbares et grossiers : les tapisseries et le travail du métal, notamment. Les raisons purement esthétiques d'un tel engouement se révèlent au moins aussi fortes que les implications idéologiques : les monuments gothiques sont sentimentalement associés aux grandes figures historiques de l'histoire nationale. Les Anglais et bientôt les Allemands commencent à apprécier le caractère pittoresque des ruines, « pittoresque » devenant une nouvelle qualité esthétique et les effets adoucissants du temps que Horace Walpole admire, et appelle de manière ironique « la vraie rouille des guerres des Barons ».
Les détails gothick de la villa de Horace Walpole, Strawberry Hill House à Twickenham, plaisent au goût rococo du moment. Dès les années 1770, des architectes entièrement néoclassiques, tels que Robert Adam et James Wyatt, sont prêts à fournir des détails gothiques dans les salons, bibliothèques et chapelles, pour une vision romantique d'une abbaye gothique, l'abbaye de Fonthill dans le Wiltshire. Le style gothick est une manifestation architecturale du « pittoresque » alors apprécié dans les autres arts : ces temples ornementaux et chaumières ignorent la structure logique des véritables constructions gothiques et sont en fait des constructions palladiennes avec des arches pointues. Le paysagiste excentrique Batty Langley tente même d'« améliorer » des formes gothiques en leur donnant des proportions classiques. Cette première phase rococo et pittoresque de l'architecture néogothique se caractérise ainsi par une réutilisation fantaisiste de l'art de la fin du Moyen Âge.
Une génération plus jeune qui prend plus au sérieux l'architecture gothique est le lectorat de la série de Cathedral Antiquities de J. Britten, qui paraît en 1814. En 1817, Thomas Rickman écrit un Attempt… (Essai…) pour nommer et définir la séquence de styles gothiques dans l'architecture ecclésiastique anglaise, « un traité pour l'étudiant architecte ». Le titre complet est descriptif : « Attempt to discriminate the styles of English architecture from the Conquest to the Reformation; preceded by a sketch of the Grecian and Roman orders, with notices of nearly five hundred English buildings. » (« Essai pour différencier les styles de l'architecture anglaise de la Conquête à la Réforme ; précédé d'une esquisse sur les ordres grecs et romains, avec des observations sur près de cinq cents bâtiments anglais. ») Les catégories qu'il utilise sont la Normande, la Jeune Angleterre, la Décorée et la Perpendiculaire. Il est édité de nombreuses fois et toujours réédité en 1881.

### Romantisme et nationalisme

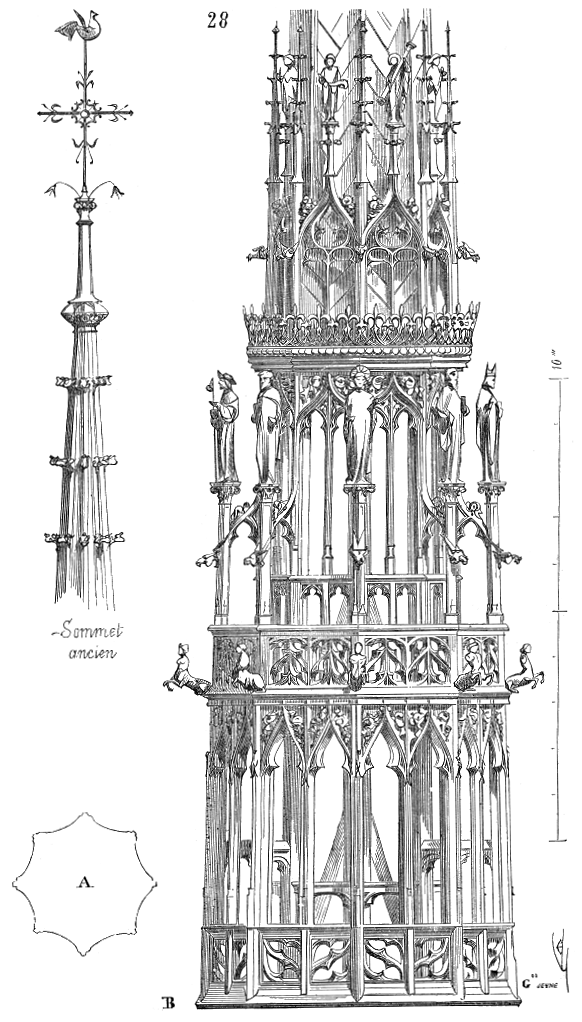
Dessin de Viollet-le-Duc présentant la flèche de la cathédrale Notre-Dame d'Amiens et son décor de plomb ; matériau très utilisé par les architectes du « Gothic revival », qui est à l'origine d'une vague de saturnisme chez les ouvriers couvreurs et artisans d'art.

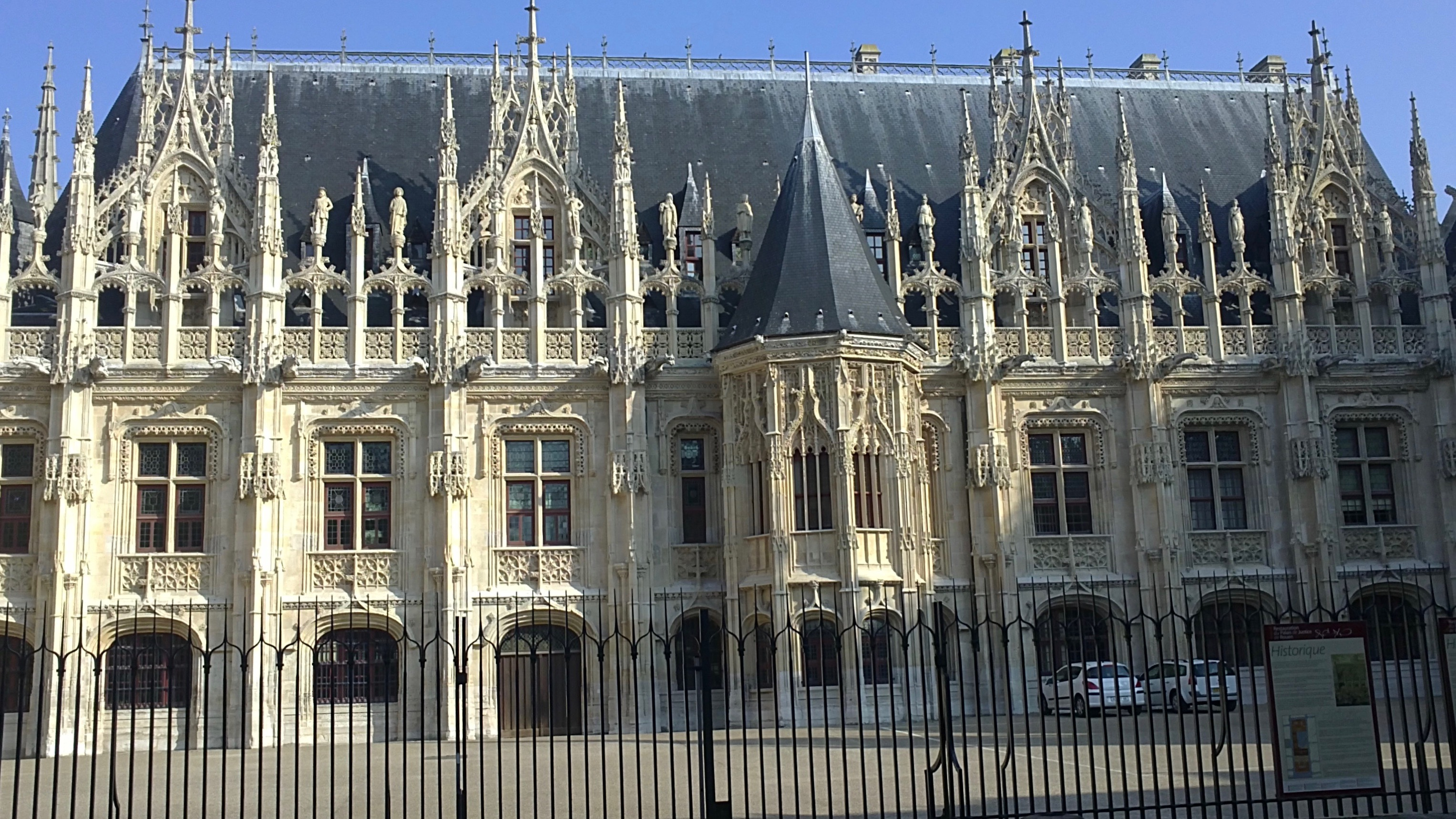
Façade gothique du palais de justice de Rouen, construit entre 1499 et 1508, style qui inspira le néogothique au XIXe siècle.

Le style néogothique français a ses racines dans l'architecture gothique médiévale, née en France au XIIe siècle, avec la construction de la basilique Saint-Denis et la cathédrale Saint-Étienne de Sens. L'architecture gothique est initialement dénommée Opus Francigenum (soit « Art français » au Moyen Âge) et exportée dans toute l'Europe depuis la France. En 1816, l'universitaire français Alexandre de Laborde déclare que « L'architecture gothique a ses propres beautés », marquant ainsi un renouveau d'intérêt pour ce style en France. À partir de 1828, Alexandre-Théodore Brongniart, directeur de la Manufacture nationale de Sèvres, produit les premières peintures cuites d'émail sur des grands carreaux de verre pour la chapelle royale de Dreux (1816-1845) du dernier roi des Français Louis-Philippe Ier. Il est difficile de trouver une commande aussi grande et importante dans le goût gothique avant celle-ci, sauf pour quelques éléments gothiques dans une poignée de jardins paysagers.
Le renouveau gothique en France prend une plus grande importance grâce à un pionnier, Arcisse de Caumont, qui fonde la Société des antiquaires de Normandie, à une époque où « antiquaire » signifie encore un expert en antiquités. Il publie son œuvre sur l'architecture normande en 1830. L'année suivante voit la parution de Notre-Dame de Paris de Victor Hugo, dans lequel la grande cathédrale gothique de Paris est à la fois un décor et protagoniste, une œuvre de fiction qui remporte un très grand succès. La même année, la nouvelle monarchie de Juillet établit un poste d'inspecteur général des monuments historiques, un poste occupé en 1833 par Prosper Mérimée, qui devient le secrétaire d'une nouvelle commission des monuments historiques en 1837. La commission charge Eugène Viollet-le-Duc de faire un rapport sur les restaurations de l'abbaye de Vézelay en 1840. Par la suite, Viollet-le-Duc entreprend celle de nombreux bâtiments gothiques emblématiques de l'histoire de France : abbatiale de Vézelay, cité de Carcassonne, abbaye du Mont-Saint-Michel, cathédrale Notre-Dame de Paris, château de Roquetaillade. De nombreuses églises sont ainsi édifiées dans ce style au XIXe siècle, notamment les basiliques de Sainte-Clotilde de Paris (1846-1857), de Notre-Dame de Bonsecours près de Rouen (1840-1844), de Notre-Dame-de-la-Délivrande près de la côte au nord de Caen (1854-1878), de l'Immaculée-Conception de Lourdes (1866-1871) et de Saint-Epvre de Nancy (1864-1874).

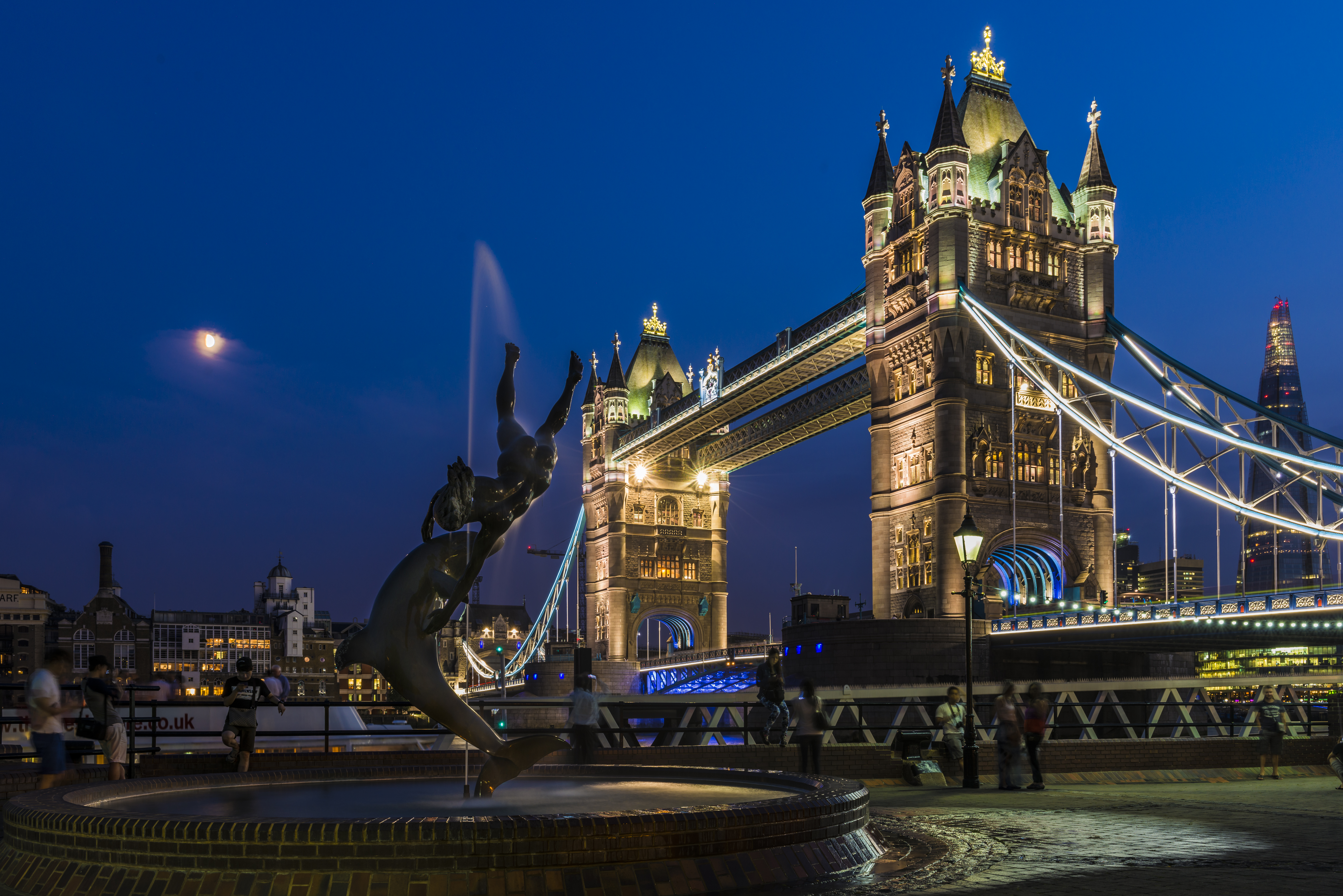
Tower Bridge, à Londres, est l'un des monuments néogothiques les plus connus.

Pendant ce temps, l'intérêt pour la cathédrale de Cologne — dont la construction commencée en 1248 est toujours inachevée à l'époque du renouveau — commence de réapparaître, marquant de manière importante le retour en Allemagne de l'architecture gothique. Le sanctuaire est achevé de 1842 à 1880 en suivant le modèle des parties existantes et les plans médiévaux de la façade. Seuls les portails du transept sont une création néogothique.
Au XIXe siècle, les Allemands, les Français et les Anglais sont submergés par le nationalisme romantique, c'est à la suite de cela qu'ils affirmèrent que l'architecture gothique, dont les dates se situent entre le XIe siècle et le XIIIe siècle, est originaire de leur propre pays. Par exemple, les Anglais inventent hardiment le terme Early English pour le gothique, un terme qui sous-entend que l'architecture gothique est une création anglaise. Dans son édition de 1832 de Notre-Dame de Paris, Victor Hugo écrit : « Inspirons s'il est possible, à la nation l’amour de l’architecture nationale », sous-entendant que le gothique est donc un héritage français. En Allemagne, l'achèvement de la cathédrale de Cologne qui eut lieu dans les années 1880, et qui était à l'époque le plus haut bâtiment du monde, la fait considérer comme le sommet de l'architecture gothique, et donc splendeur de l'architecture allemande.
À Florence, la façade de la cathédrale Santa Maria del Fiore (Duomo), démolie entre 1587 et 1588, reste dépouillée jusqu'en 1864, quand une compétition est organisée pour dessiner une nouvelle façade en accord avec la structure d'Arnolfo di Cambio et du campanile à côté d'elle. Cette compétition est remportée par Emilio De Fabris et le travail sur son dessin polychrome et sur les panneaux de mosaïque est commencé en 1876 et achevé en 1887.

### Pugin, Ruskin et le gothique en tant que force morale
À la fin des années 1820, Augustus Pugin, encore adolescent, travaille pour deux employeurs très en vue, fournissant du détail gothique pour des biens de luxe. Pour les fabricants de meubles royaux Morel et Seddon, il fournit des plans pour des décorations pour George IV au château de Windsor dans un goût gothique qui va avec le décor. Pour les argentiers royaux Rundell Bridge and Co., Pugin fournit à partir de 1828 des plans pour l'argenterie, en utilisant le vocabulaire gothique anglo-français qu'il continue plus tard à favoriser dans des plans pour le nouveau palais de Westminster.
Dans Contrasts (1836), Pugin exprime son admiration non seulement pour l'art médiéval, mais pour tout l'esprit médiéval, affirmant que l'architecture gothique est le produit d'une société plus pure. Dans The True Principles of Pointed or Christian Architecture (1841), il suggère que les artisans modernes cherchant à émuler le style de la fabrication médiévale doivent également reproduire ses méthodes. Pugin croit que l'architecture gothique est la véritable architecture chrétienne, affirmant hardiment que « l'arche pointée était produite par la foi catholique ». La construction de Pugin la plus célèbre est la rénovation du palais de Westminster à Londres, qu'il conçoit en deux campagnes, en 1836 et 1837 et encore en 1844 et 1852, avec le classiciste Charles Barry et son co-architecte. Pugin fournit la décoration extérieure et les intérieurs, tandis que Barry dessine l'arrangement symétrique de la construction.
John Ruskin complète les idées de Pugin dans ses deux œuvres théoriques influentes, The Seven Lamps of Architecture (1849) et The Stones of Venice (1853). Cherchant son idéal architectural à Venise, Ruskin suggère que les constructions gothiques excellent au-dessus des autres architectures à cause du « sacrifice » des sculpteurs de pierre qui décorent tortueusement chaque pierre. En déclarant le palais des Doges « la construction centrale du monde », Ruskin défend la cause des bâtiments gothique pour le gouvernement tout comme le fait Pugin pour les églises, bien que seulement en théorie. Quand ses idées sont mises en pratique, Ruskin méprise le torrent de bâtiments publics construits en référence au palais ducal, parmi lesquels le musée d'histoire naturelle de l'université d'Oxford.
En Angleterre, l'anglicanisme voit un renouveau de l'idéologie anglo-catholique et ritualiste sous la forme du mouvement d'Oxford et on se met à projeter de construire un grand nombre de nouvelles églises pour pourvoir à la population croissante. Des exposants sont tout prêts dans les universités, dans lesquelles le mouvement ecclésiologique est en train de se former. Ses partisans croient que le gothique est le seul style approprié pour une église paroissiale et favorisent une ère particulière de l'architecture gothique, la Décorée. The Ecclesiologist, la publication de la Cambridge Camden Society, est si férocement critique envers les nouvelles constructions d'églises qui se trouvent en dehors de ses standards qu'un style nommé « gothique archéologique » émerge, produisant des constructions médiévales parmi les plus convaincantes du néogothique. Toutefois, tous les architectes et les clients ne sont par emportés par ce courant. Bien que le néogothique réussit à devenir un style de plus en plus familier de l'architecture, la tentative de l'associer à la supériorité de la haute église promue par Pugin et le mouvement ecclésiologique en éloigne ceux qui possèdent des principes œcuméniques ou non-conformistes. Ceux-ci cherchent alors à l'adopter uniquement pour ses qualités esthétiques romantiques, pour le combiner avec d'autres styles ou recherchent en Europe du Nord un gothique d'apparence plus simple et pour consciemment choisir un style assez différent. Dans d'autres cas, ces trois motifs se mêlent, comme l'œcuménique cimetière d'Abney Park pour lequel l'architecte William Hosking est engagé.

### Lassus, Viollet-le-Duc et le fer
La France apparaît assez tard sur la scène du néogothique en raison des guerres napoléoniennes, mobilisant toutes les forces de la nation française, ainsi que du goût prononcé de l'empereur Napoléon Ier pour le néoclassicisme du style Empire. La Restauration permet à de jeunes architectes de renouer avec le style gothique français du XIIe siècle. Jean-Baptiste Antoine Lassus est l'un des précurseurs de ce renouveau architectural. Eugène Viollet-le-Duc travaille avec Lassus sur différents chantiers — cathédrale Notre-Dame de Paris et la Sainte-Chapelle à Paris notamment — et lui doit beaucoup sur un grand nombre de points.
Viollet-le-Duc est un architecte qui est à son époque au premier plan : son génie réside en effet dans ses qualités d'observations minutieuses du bâti médiéval dignes des meilleurs travaux archéologiques[réf. nécessaire]. Ses mérites sont célébrés au cours d'une grande rétrospective en 1979, à l'occasion des cent ans de sa disparition. Il restaure complètement certaines constructions, outrepassant souvent leur stade original d'avancement (c'est sur ce point qu'il est longtemps et toujours attaqué : il lui est reproché d'inventer le plan des parties manquantes et donc de dénaturer), théorie qu'il applique à ses restaurations de la ville fortifiée de Carcassonne, au château de Roquetaillade, ainsi qu'à Notre-Dame de Paris et à la Sainte-Chapelle à Paris et de manière encore plus caractéristique à travers l'exemple « pédagogique » du château de Pierrefonds et du château de Pupetières. Il diffère de son homologue anglais John Ruskin étant donné qu'il remplace souvent le travail des tailleurs de pierres médiévaux. Son approche rationnelle du gothique contraste complètement avec les origines romantiques du renouveau et est considérée par certains comme un prélude à l'honnêteté structurelle exigée par le modernisme.
Tout au long de sa carrière, il est en proie à la question de savoir si le fer et la maçonnerie doivent être combinés dans une construction. Il connaît l'emploi des tirants de fer et des agrafes utilisées dans la construction des cathédrales dès l'origine pour en avoir vérifié la présence, mais connaît les problèmes que cela peut engendrer, dans le temps, sur l'évolution des structures. Le fer est en réalité utilisé dans les constructions depuis les premiers jours du néogothique[évasif]. Avec Ruskin et l'exigence du gothique architectural pour la « vérité structurelle », le fer, qu'il soit visible ou pas, est considéré comme inapproprié pour une construction gothique. Cet argument commence à s'abîmer au milieu du XIXe siècle quand des grandes structures préfabriquées telles que le Crystal Palace de verre et de fer et la cour vitrée du musée d'histoire naturelle de l'université d'Oxford sont érigées, semblant incarner les principes du gothique à travers le fer. Entre 1863 et 1872, Viollet-le-Duc publie ses Entretiens sur l'architecture, ensemble de plans audacieux et avant-gardistes pour des constructions qui combinent le fer et la maçonnerie. Bien que ces projets ne sont jamais réalisés, ils influencent plusieurs générations de dessinateurs et architectes, notamment Antoni Gaudí ou encore les architectes Hippolyte et Walter-André Destailleur, à qui l'on doit entre autres, le château de Trévarez.

### Principales églises néogothiques en France et Suisse romande

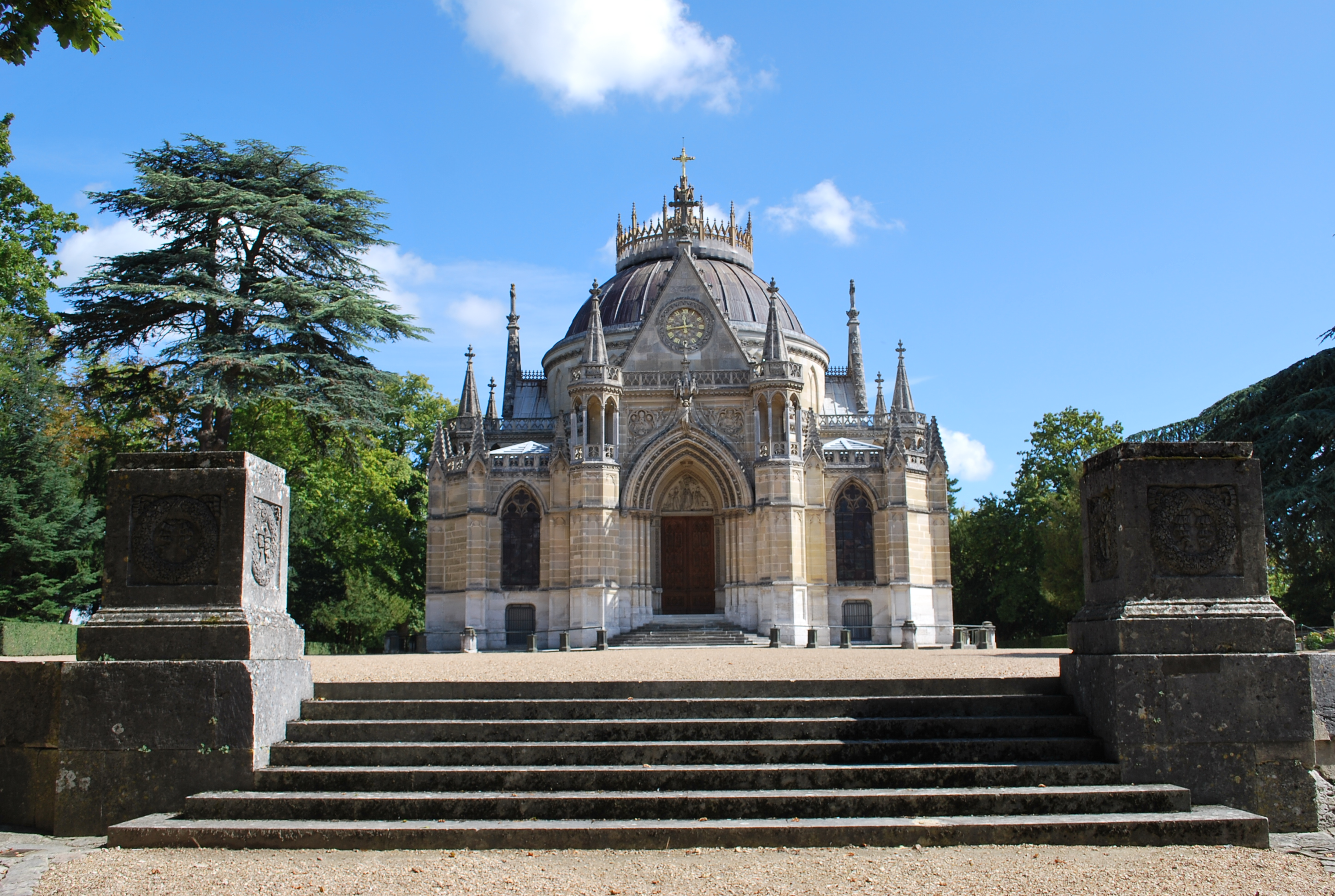
La chapelle royale de Dreux (1839-1845).

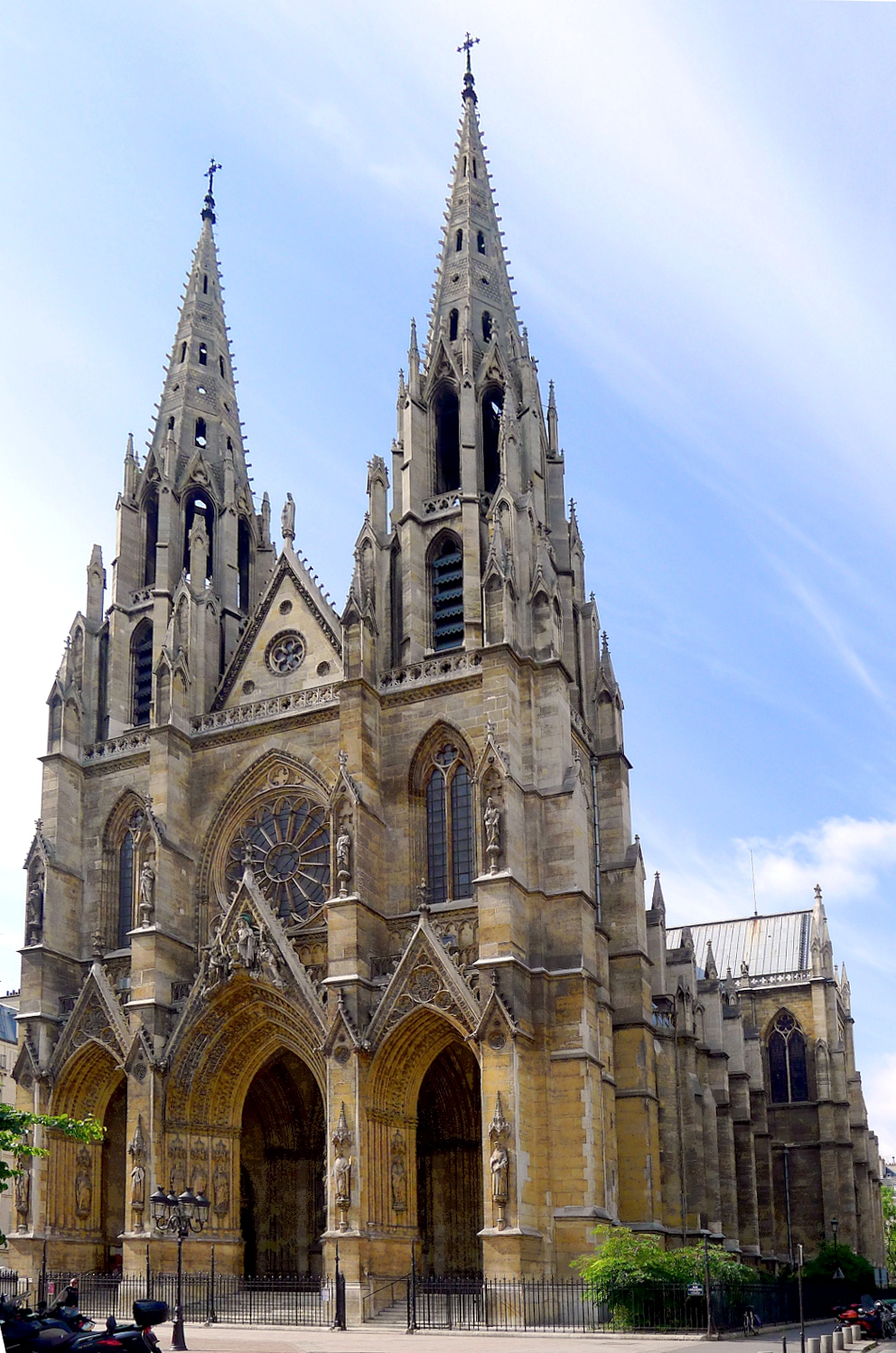
Basilique Sainte-Clotilde de Paris (1846-1857).

Parmi les édifices majeurs de cette époque, on peut mentionner :
- la chapelle royale de Dreux (1816-1845) ;
- la basilique Notre-Dame de Bonsecours près de Rouen (1840-1844) ;
- la basilique Saint-Nicolas de Nantes (1844-1869) ;
- l'église du Sacré-Cœur de Moulins (1844-1881) ;
- l'église Saint-André de Châteauroux (1845-1876) ;
- la basilique Sainte-Clotilde de Paris (1846-1857) ;
- la basilique Notre-Dame-du-Saint-Cordon à Valenciennes (1852-1864) ;
- la basilique Notre-Dame de Genève (1852-1857) ;
- l'église Sainte-Perpétue-et-Sainte-Félicité de Nîmes (1852-1865) ;
- la basilique Notre-Dame-de-la-Délivrande à Douvres-la-Délivrande, près de Caen (1854-1878) ;
- l'église Notre-Dame de Cholet (1854-1887) ;
- la cathédrale Notre-Dame-de-la-Treille à Lille (1854-1973) ;
- l'église Saint-Étienne de Mulhouse (1855-1860) ;
- l'église Saint-Vincent-de-Paul de Marseille (1855-1886) ;
- l'église Saint-Christophe de Tourcoing (1857-1865) ;
- l'église Saint-Bernard de la Chapelle à Paris (1858-1861) ;
- le temple Saint-Étienne de Mulhouse (1859-1866) ;
- l'église Saint-Roch de Montpellier (1860-1867) ;
- l'église Saint-Léon de Nancy (1860-1877) ;
- l'église Saint-Denis-de-l'Estrée (1864-1867) ;
- la basilique Notre-Dame de Nice (1864-1868) ;
- la basilique Saint-Epvre de Nancy (1864-1874) ;
- l'église Saint-Bruno de Voiron (1864-1883) ;
- l'église Saint-Pierre de Nancy (1865-1885) ;
- l'église Saint-Baudile de Nîmes (1867-1877) ;
- l'église Saint-Martin de Coume (1868-1878) ;
- l'ancienne église Notre-Dame de Royan (1874-1879) ;
- l'église Saint-Paul de Strasbourg (1892-1897) ;
- la basilique Notre-Dame de Montligeon (1896-1911).

Certains chantiers ne sont que partiels, pour achever notamment des édifices médiévaux ; un chœur est ainsi construit (1840-1891) pour la cathédrale Saint-Pierre-et-Saint-Paul de Nantes, des tours (1846-1851) pour l'abbaye Saint-Ouen de Rouen, deux flèches (1854-1856) pour la cathédrale Saint-Corentin de Quimper, une façade (1866-1884) pour la cathédrale Notre-Dame-de-l'Assomption de Clermont, une toiture et un portail pour la cathédrale Saint-Étienne de Metz (1874-1903).
Durant cette période, des basiliques et des cathédrales sont aussi construites à l'étranger par des architectes français, comme la basilique Notre-Dame de Luján et la cathédrale de Mercedes en Argentine ou bien la cathédrale du Sacré-Cœur de Canton en Chine. Des édifices civils sont également construits dans le style néogothique en France, comme une aile orientale pour le palais de justice de Rouen, le château de Challain-la-Potherie, le château d'Abbadia, le château de Pupetières, château de la Roche-Bagnoles à Bagnoles-de-l'Orne, Savigny-sous-Faye, le château de Kériolet et le château d'Hardelot.

### Cathédrales néogothiques d'Angleterre, Cornouailles, Écosse et Irlande
Le retour à l'architecture médiévale permet la construction par l'Église anglicane de nouveaux sanctuaires à Truro (cathédrale de Truro, 1880-1910), Liverpool (cathédrale de Liverpool, 1904-1978), mais d'abord en Écosse à Aberdeen (cathédrale Saint-André d'Aberdeen, inaugurée en 1817), Perth (cathédrale Saint-Ninian de Perth, inaugurée en 1850), Dundee (cathédrale Saint-Paul de Dundee, 1853-1855), Édimbourg (cathédrale catholique romaine Sainte-Marie d'Édimbourg, 1874-1879), Glasgow (cathédrale Sainte-Marie de Glasgow, inaugurée en 1893), ainsi qu'en Irlande comme à Cork (cathédrale Saint-Finbarr de Cork, 1865-1879).
Avec l'Émancipation des catholiques, les Irlandais bâtissent de nouveaux édifices dans les grandes villes (notamment pour remplacer les cathédrales historiques, restées entre les mains de l'Église anglicane) : ainsi Newry (cathédrale Saint-Patrick-et-Saint-Colman de Newry, 1825-1829), Armagh (cathédrale catholique Saint-Patrick d'Armagh, 1840-1904), Belfast (cathédrale Saint-Pierre de Belfast, 1860-1885), Kilkenny (cathédrale Sainte-Marie de Kilkenny, 1843-1857), Limerick (cathédrale Saint-Jean de Limerick, 1861), Cobh (cathédrale Saint-Colman de Cobh, 1868-1915). L'Église romaine peut s'installer aussi en Angleterre et en Écosse, comme à Newcastle upon Tyne (cathédrale Sainte-Marie de Newcastle-upon-Tyne, 1842-1844), Nottingham (cathédrale Saint-Barnabé de Nottingham, 1841-1844), Manchester (cathédrale Saint-Jean-l'Évangéliste de Salford, 1844-1848), Lancaster (cathédrale Saint-Pierre de Lancaster, 1857-1859), Norwich (cathédrale Saint-Jean-Baptiste de Norwich, 1882-1910), Leeds (cathédrale de Leeds, 1900-1904) et Arundel (cathédrale d'Arundel, inaugurée en 1873).

### En Pologne
- Cathédrale Saints-Pierre-et-Paul-Apôtres de Legnica, restaurée en style néo-gothique de 1892 à 1894.

### En Amérique du Nord
Le mouvement architectural néogothique était très fort en Amérique du Nord. Au cours du XIXe siècle, un grand nombre d'immigrants sont arrivés dans les nouvelles villes, par millions, et il était naturel que de nouvelles églises, cathédrales et écoles soient construites. Entre-temps, un mouvement subsidiaire est devenu très populaire dans les universités, connu en anglais sous le nom de « collegiate gothic », soit « gothique collégial »). Il s'inspirait souvent des universités britanniques d'Oxford, de St. Andrews et de Cambridge. De nombreuses universités de l'Ivy League, l'université de Princeton ou Bryn Mawr en particulier, ont développé leurs campus en utilisant ce style architectural.

#### Exemples aux États-Unies
- La basilique Notre-Dame-du-Perpétuel-Secours de Boston, à Boston dans le Massachusetts
- La cathédrale du Saint-Nom, à Chicago dans l'Illinois
- L'église Saint-Paul, à San Francisco en Californie
- La cathédrale de la Sainte-Croix, à Boston dans le Massachusetts
- La cathédrale-basilique du Sacré-Cœur, à Newark, dans le New Jersey

- La basilique du Sacré-Cœur (en), à Notre Dame, dans l'Indiana (église collégiale)
- L'église Saint-Jean-Baptiste de Manayunk (en) à Philadelphie, en Pennsylvanie
- L’église Saint-Adalbert à Philadelphie, en Pennsylvanie
- La collégiale Saint-François-Xavier (en), à Saint-Louis, dans le Missouri
- La cathédrale Sainte-Madeleine de Salt Lake City, à Salt Lake City, en Utah
- La cathédrale du Très-Saint-Sacrement, à Détroit dans le Michigan
- L'église du Gesú de Milwaukee, à Milwaukee dans le Wisconsin
- La cathédrale nationale de Washington, à Washington

#### Exemples àNew York
- L'église de l'université Fordham (en), dans le Bronx
- L'église Sainte-Cécile (en), à Greenpoint, Brooklyn
- L'église sainte-Brigitte (en), dans l'East Village
- La cathédrale Saint-Jean-le-Théologien dans le Morningside Heights
- La Middle Collegiate Church, à New York dans le quarter Midtown Manhattan
- La cathédrale Saint-Patrick dans le quarter Midtown Manhattan

#### Exemples au Canada
- La basilique Notre-Dame, à Montréal
- L’église Saint-Pierre-Apôtre de Montréal, à Montréal
- La chapelle patrimoniale de Birks, à Montréal (chapelle collégiale)
- La cathédrale-basilique du Christ-Roi de Hamilton, à Hamilton en Ontario
- La cathédrale Saint-Michel à Toronto en Ontario
- La cathédrale de l'Assomption à Trois-Rivières au Québec
- L'église unie Chalmers-Wesley, à Québec

### En Amérique latine
- Torreón del Monje par Carlos Nordmann en 1904 à Mar del Plata en Argentine.
- Palacio de las Academias à Caracas au Venezuela
- Basilique Notre-Dame de Lourdes à Bogota en Colombie

### Philippines
La basilique Saint-Sébastien de Manille, qui combine un style néogothique et les avantages d'une construction intégralement en fer, est l'un des uniques exemples de style néogothique dans ce pays[réf. nécessaire] sujet aux tremblements de terre.
Il y a aussi la cathédrale de Puerto Princesa, la cathédrale de San Carlos Borromeo dans la ville de San Carlos (Negros occidental) et la Central United Methodist church à Ermita (Manille).

### LeXXesiècle

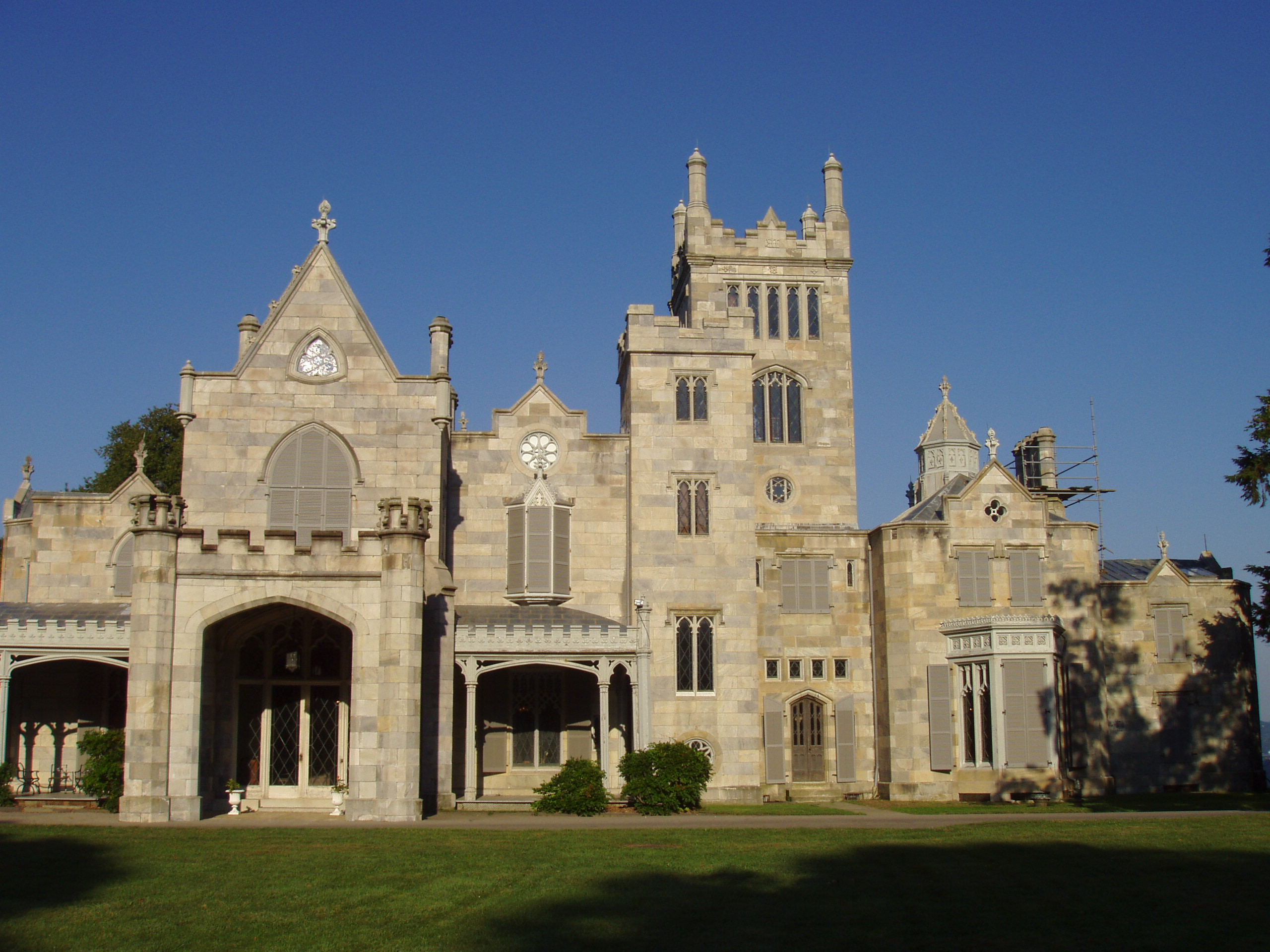
Le domaine de Lyndhurst à Tarrytown (État de New York).

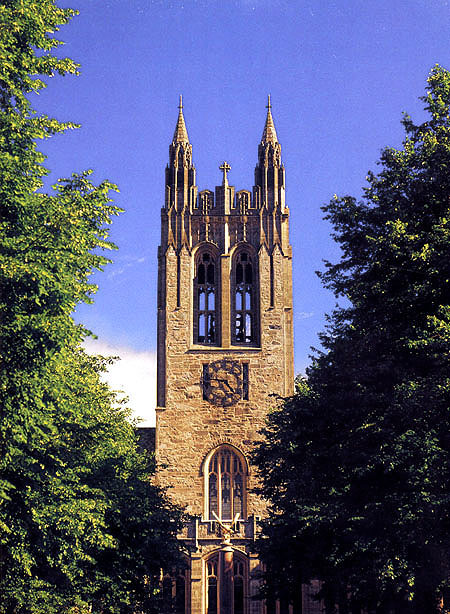
Gasson Hall sur le campus du Boston College à Chestnut Hill, dans le Massachusetts, par Charles Donagh Maginnis (1908-1913).

Au tournant du XXe siècle, les avancées technologiques telles que l'ampoule électrique, l'ascenseur et l'acier contribuent à donner une réputation d'obsolescence à l'architecture basée sur la maçonnerie manuelle. L'acier supplante des fonctions non ornementales des voûtes et des arcs-boutants. Certains architectes utilisent la tracerie néogothique comme un ornement appliqué sur un squelette de fer, notamment dans le gratte-ciel Woolworth Building de 1907 de Cass Gilbert à New York et la Tribune Tower de 1922 de Raymond Hood à Chicago. Cependant, durant la première partie du siècle, le néogothique est supplanté par le modernisme. Certains voient dans le « Modern Movement » la tradition gothique de la forme architecturale entièrement en termes d'« expression honnête » de la technique de l'époque et se voient comme les héritiers en droit de cette tradition, avec leurs fenêtres rectangulaires et leurs poutres de fer visibles.[pas clair]
En dépit de cela, le néogothique continue à exercer son influence, simplement parce que nombre de ses projets les plus massifs sont encore en construction durant la seconde moitié du XXe siècle, telle que la cathédrale de Liverpool de Giles Gilbert Scott. Aux États-Unis, les premières constructions de Charles Donagh Maginnis au Boston College aident à établir la prévalence de l'architecture gothique collégiale sur les campus de l'université. Le gratte-ciel néogothique du campus de l'université de Pittsburgh, la Cathedral of Learning, utilise un style très gothique à la fois à l'intérieur et à l'extérieur, tout en employant des techniques modernes pour rendre la construction plus haute. Ralph Adams Cram devient une force de premier plan dans le gothique américain, avec son projet le plus ambitieux, la cathédrale Saint-Jean le Théologien de New York (dite la plus grande cathédrale du monde), ainsi qu'avec des constructions gothiques collégiales à l'université de Princeton. Cram dit : « le style taillé et perfectionné par nos ancêtres est devenu le nôtre par un héritage incontesté ».
Bien que le nombre de nouveaux bâtiments néogothiques décline fortement après les années 1930, ils continuent à être construits. La cathédrale Saint-Edmundsbury dans le Suffolk (Angleterre) est construite entre la fin des années 1950 et 2005, sur les plans de Stephen Dykes Bower. En 2002, Demetri Porphyrios est accrédité pour concevoir un collège résidentiel néogothique à l'université de Princeton, connu sous le nom de Whitman College.